# Yeadon (West Yorkshire)
Yeadon is een plaats in het bestuurlijke gebied City of Leeds, in het Engelse graafschap West Yorkshire. 